# Antharmostes alcaea
Antharmostes alcaea är en fjärilsart som beskrevs av Louis Beethoven Prout 1930. Antharmostes alcaea ingår i släktet Antharmostes och familjen mätare. Inga underarter finns listade i Catalogue of Life.